# Mummies Alive – Die Hüter des Pharaos
Mummies Alive – Die Hüter des Pharaos (Originaltitel: Mummies Alive!) ist eine US-amerikanische Zeichentrickserie aus dem Filmstudio Dic. In Deutschland lief sie bei Super RTL, wo sie am 7. September 1998 ihre Erstausstrahlung hatte.

## Inhalt
Die Serie erzählt von einem 12-jährigen Jungen namens Presley Carnovan, der mit seiner Mutter in San Francisco lebt. Seine Freunde und Hüter sind die vier wiedererweckten Mumien, die besondere Kräfte haben. Ihre Aufgabe ist es, den Jungen zu beschützen, der die Reinkarnation des ägyptischen Prinzen Rapses ist. Ihr Feind und Gegner ist der böse Zauberer Scarab, der Unsterblichkeit erlangen will, um somit die Weltherrschaft an sich zu reißen.

## Charaktere

### Menschen
Presley Carnovan
Presley ist ein zwölfjähriger Schüler, der mit seiner Mutter in San Francisco wohnt. In ihm wohnt die Seele des ägyptischen Prinzen Rapses, der Ramses II. nachempfunden ist. Er steht häufig im Zwiespalt, seinen Freiheitsdrang als angehender Teenager ausleben zu wollen, sich aber gleichzeitig rund um die Uhr von den Mumien vor Scarab und seinen Handlangern beschützen lassen zu müssen.
Amanda Carnovan
Sie ist Presleys alleinerziehende Mutter und arbeitet im ägyptischen Museum der Stadt San Francisco. In Episode 37 „Mein Vater, der Held“ hat auch Presleys Vater, Paul Carnovan, einen Auftritt. Er scheint geschäftlich viel auf Reisen zu sein und kann deshalb seine Familie nicht oft besuchen. Im Handlungsverlauf wird auch deutlich, dass das Verhältnis zwischen Amanda und Paul angespannt ist.
Elaine Setter
Elaine ist eine Klassenkameradin von Presley, die ihm heimlich zugeneigt ist.
Walter Lu
Walter ist Presleys Schulfreund, der mit ihm zusammen die siebte Klasse besucht.
Cynthia Lu
Walters ältere Schwester, in die Presley verliebt ist. Da sie ein paar Jahre älter ist, nimmt sie Presley nicht wirklich ernst und kann sich seinen Namen nicht richtig merken.
Tiny Turner
Tiny ist der Schulhofschläger, der mit seinem Punkerfreund Chuck regelmäßig versucht, Presley zu mobben. In Episode 15 „Gruselshow auf dem Rummelplatz“ wird ihm das beinahe zum Verhängnis, da Scarab ihn versehentlich für den Pharao hält und ihn daraufhin angreift.

### Die Mumien
Ja-Kal
Ja-Kal ist der Anführer der vier Mumien, die Prinz Rapses beschützen. Er besitzt wie die anderen Mumien die Fähigkeit, sich zu verwandeln. Seine Rüstung ist dabei der eines Falken nachempfunden und gibt ihm die Möglichkeit, zu fliegen. Als Angriff kann er brennende Pfeile verschießen. Im alten Ägypten war Ja-Kal ein Jäger.
Rath
Rath ist der gebildetste der vier Mumien und hat auch ihre Fahrzeuge, den Streitwagen, das Motorrad, das Boot sowie das Flugzeug gebaut. Er liest sehr viel und beschäftigt sich mit Zauberei. Bei seiner Verwandlung erhält er eine kobraartige Rüstung und kämpft mit einem Schwert.
Nefertina
Nefertina ist die einzige weibliche Mumie. Sie tanzt gern und nimmt oft an Clubveranstaltungen des modernen Nachtlebens in San Francisco teil. Sie hat die besten Fahrkünste unter den Mumien und fährt deshalb das Motorrad und den Streitwagen. Nach ihrer Verwandlung erhält sie eine katzenartige Rüstung und trägt eine Peitsche als Waffe.
Armon
Armon ist der körperlich stärkste der Mumien. Er isst sehr gern und hat nur einen Arm. Bei seiner Verwandlung, die ihm eine widderartige Rüstung verleiht, wird der fehlende Arm durch einen goldenen ersetzt, den er sowohl zum Angriff als auch zur Verteidigung einsetzen kann. Armon isst gern Fast Food in den Bifi-Burger-Filialen von San Francisco, die er in der Serie immer wieder erwähnt.

### Antagonisten
Scarab
Scarab ist ein alter Zauberer und ebenfalls eine Mumie aus dem alten Ägypten. Sein Ziel ist es, die Unsterblichkeit zu erlangen, für die er jedoch die Seele des Prinzen Rapses benötigt, die jetzt in Presleys Körper ruht. Als Hauptbösewicht versucht Scarab deshalb in fast jeder Folge, Presley gefangen zu nehmen, um sein Ziel zu erreichen. Sein Hauptquartier befindet sich in einem Museum, das einer großen Pyramide nachempfunden ist und sehr dominant aus der Stadt heraussticht. Wie die Mumien besitzt auch Scarab die Fähigkeit, sich zu verwandeln. Dies lässt ihn wie einen menschenartigen, lilafarbenen Skarabäus-Käfer aussehen, der fliegen und aus seinen Händen rote Energiestrahlen abfeuern kann. Wenn Scarab unter die Öffentlichkeit geht, verwandelt er sich in den wohlhabenden Geschäftsmann Harris Stone und tritt mit dieser geheimen Identität als Unterstützer des Pyramidenmuseums auf.
Heka
Heka ist eine goldene Kobra, die als Scarabs Handlangerin fungiert und Feuer speien kann. Sie kann ihren Körper versteifen und wird so von Scarab oftmals als Zepter getragen. Heka gibt Scarab oft Ratschläge, wenn er seine Pläne nicht gut durchdacht hat, die jedoch aufgrund seiner Arroganz ignoriert werden und so zu seiner Niederlage führen.
Die Shabtis
Die Shabtis sind Scarabs Privatarmee. Sie sehen meist wie alte ägyptische Menschen aus, können aber auch als moderne Leute aus der Großstadt verkleidet sein.  Shabtis bestehen aus Lehm und sind sehr zerbrechlich. Für die Mumien ist es deshalb ein Leichtes, sie zu besiegen. Darüber hinaus können sie nicht sprechen und befolgen blind die Befehle Scarabs. Zu erkennen sind sie leicht an ihren leuchtenden Augen.

## Produktion und Veröffentlichung
Die 42 Folgen der Serie wurden unter der Regie von Seth Kearsley, der auch als Produzent wirkte, bei DiC Enterprises produziert. Die Autoren waren Gary Stuart Kaplan, Steven Melching und Paul Harrison. Für die Musik war John Campbell verpflichtet und für den Schnitt waren Mark Deimel, Theresa Gilroy-Nielsen und Miriam L. Preissel verantwortlich.
Vom 15. September bis 25. November 1997 fand die Erstausstrahlung der Serie bei CBS in den USA statt. 1997 und 1998 folgten weitere Ausstrahlungen. Eine deutsche Fassung wurde vom 7. September bis zum 3. November 1998 bei Super RTL gezeigt. Zur Serie erschienen außerdem eine VHS-Kassette, vier DVDs und zwei Serien von Actionfiguren bei Hasbro.

## Synchronisation
| Rolle            | Englische Sprecher | Deutsche Sprecher |
| ---------------- | ------------------ | ----------------- |
| Presley Carnovan | Bill Switzer       | Nick Forsberg     |
| Armon            | Graeme Kingston    | Tilo Schmitz      |
| Heka             | Pauline Newstone   | Barbara Ratthey   |
| Ja-Kal           | Dale Wilson        | Erich Räuker      |
| Nefertina        | Cree Summer        | Katrin Zimmermann |
| Rath             | Scott McNeil       | Hans-Jürgen Wolf  |
| Scarab           | Gerard Plunkett    | Jan Spitzer       |